# Bromus ramosus
Bromus ramosus es una especie herbácea perenne perteneciente a la familia de las gramíneas (Poaceae). 

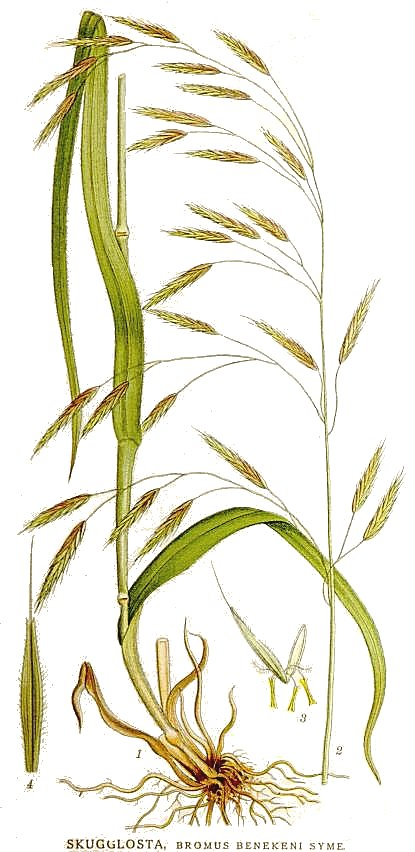
Ilustración

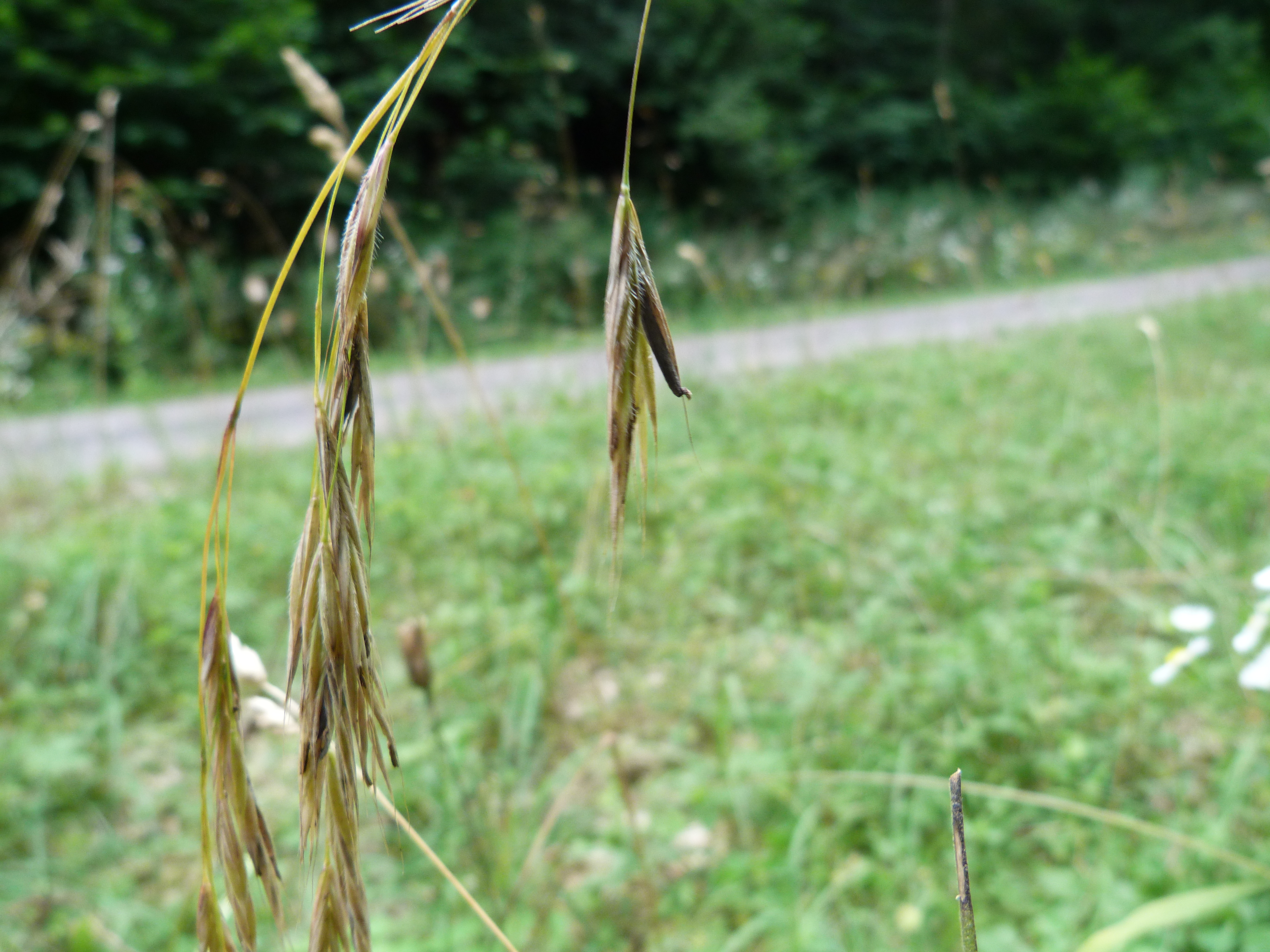
Espigas

## Descripción
Bromus ramosus es una planta perenne herbácea, generalmente alcanza un tamaño de 1.2 m - 6.3 m de altura. Las hojas son largas, generalmente caídas, de 20-50 cm de largo y 10-15 mm de ancho, y finamente peludas.
La flor de pico está elegantemente arqueada con espiguillas colgantes en tallos largos y delgados de dos en dos en el tallo principal.

## Distribución y hábitat
Se distribuye por Europa, el noroeste de África y el suroeste de Asia. 
A diferencia de la mayoría de las otras especies de Bromus, crece en sitios bajos a la sombra de los árboles . 

## Taxonomía
Bromus ramosus fue descrita por William Hudson y publicado en Flora Anglica 40. 1762.
Etimología
Bromus: nombre genérico que deriva del griego bromos = (avena), o de broma = (alimento).
ramosus: epíteto latino que significa "con ramas"
Citología
Número de cromosomas de Bromus ramosus (Fam. Gramineae) y táxones infraespecíficos: 2n=56 2n=14
Sinonimia
- Avena nemoralis (Huds.) Salisb.
- Bromopsis chitralensis (Melderis) Holub
- Bromopsis fedtschenkoi (Tzvelev) Czerep.
- Bromopsis ramosa (Huds.) Holub
- Bromopsis ramosa subsp. fedtschenkoi (Tzvelev) Tzvelev
- Bromus asper Murray
- Bromus chitralensis Melderis
- Bromus giganteus Vill.
- Bromus hirsutissimus Cirillo
- Bromus hirsutus Curtis
- Bromus montanus Scop.
- Bromus nemoralis Huds.
- Bromus nemorosus Vill.
- Bromus pseudoasper Schur
- Bromus serotinus Beneken
- Bromus sylvaticus Vogler
- Festuca ramosa (L.) Guss.
- Festuca wightiana Steud.
- Forasaccus asper (Murray) Bubani
- Schedonorus asper Murray
- Schedonorus serotinus (Beneken) Rostr.
- Zerna aspera (Murray) Panz.
- Zerna ramosa (Huds.) Lindm.
- Zerna ramosa subsp. fedtschenkoi Tzvelev[5][6]